# Voutezac
Voutezac é uma comuna francesa na região administrativa da Nova Aquitânia, no departamento de Corrèze. Estende-se por uma área de 22,38 km². Em 2010 a comuna tinha 1 408 habitantes (densidade: 62,9 hab./km²).